# Брунн, Карл Герман
Герман Карл Брунн — немецкий математик, арабист, библиотекарь и переводчик.
Наиболее известен работами по выпуклой геометрии, в частности им доказано так называемое неравенство Брунна — Минковского.

## Биография
Сыном Иды Брунн, урожденной Бюркнер, и Генриха Брунна, оба из Ангальта.
Его мать была дочерью купца из Ораниенбаума.
Его отец был археологом, а затем секретарем Королевского прусского археологического института.
Герман был старшим из трех детей.
С трехлетнего возраста, в 1865 году, семья жила в Мюнхене.
С 1872 по 1880 год он учился в Максимилианской гимназии.
Брунн изучал математику в Университете Людвига Максимилиана в Мюнхене у Альфреда Прингсхайма, а также физику и арабский язык.
В обучении был перерыв в один год на военную службу.
В 1884/85 он учился в Берлине у Карла Вейерштрасса, Леопольда Кронекера и Лазаря Фукса.
Однако он склонялся к геометрии в стиле Якоба Штайнера.
В 1887 году он получил докторскую степень в Мюнхене.
В 1900 году он женился на Эмме, дочери помещика и писателя Фридриха Нея и Анны Вейллодтер.
У них родился сын.

## Карьера
В 1889 году он защитил хабилитацию.
В 1896 году он стал библиотекарем Мюнхенского технического университета.
С 1905 года — почетный профессор Мюнхенского университета.
В 1912 году он стал старшим библиотекарем, а в 1920 году директором библиотеки.
В 1927 году вышел на пенсию.

## Вклад
Неравенство Брунна — Минковского.
Под влиянием Вальтера фон Дейка он также занимался топологией, в частности теорией узлов.
Зацепления Брунна названы в его честь.
Это нетривиальные зацепления, которые становятся тривиальными при удалении одной из компонент.
Одним из примеров являются кольца Борромео.
Герман занимасля переводами.
В частности он перевёл работы Луиса де Гонгоры.
В 1913 году он редактировал сочинения своего отца и написал автобиографию.
Герман опубликовал мемуары философа Юлиуса Лангбена, своего отца, а также пейзажиста и портретиста Карла Хайдера.